# پیتر نائس

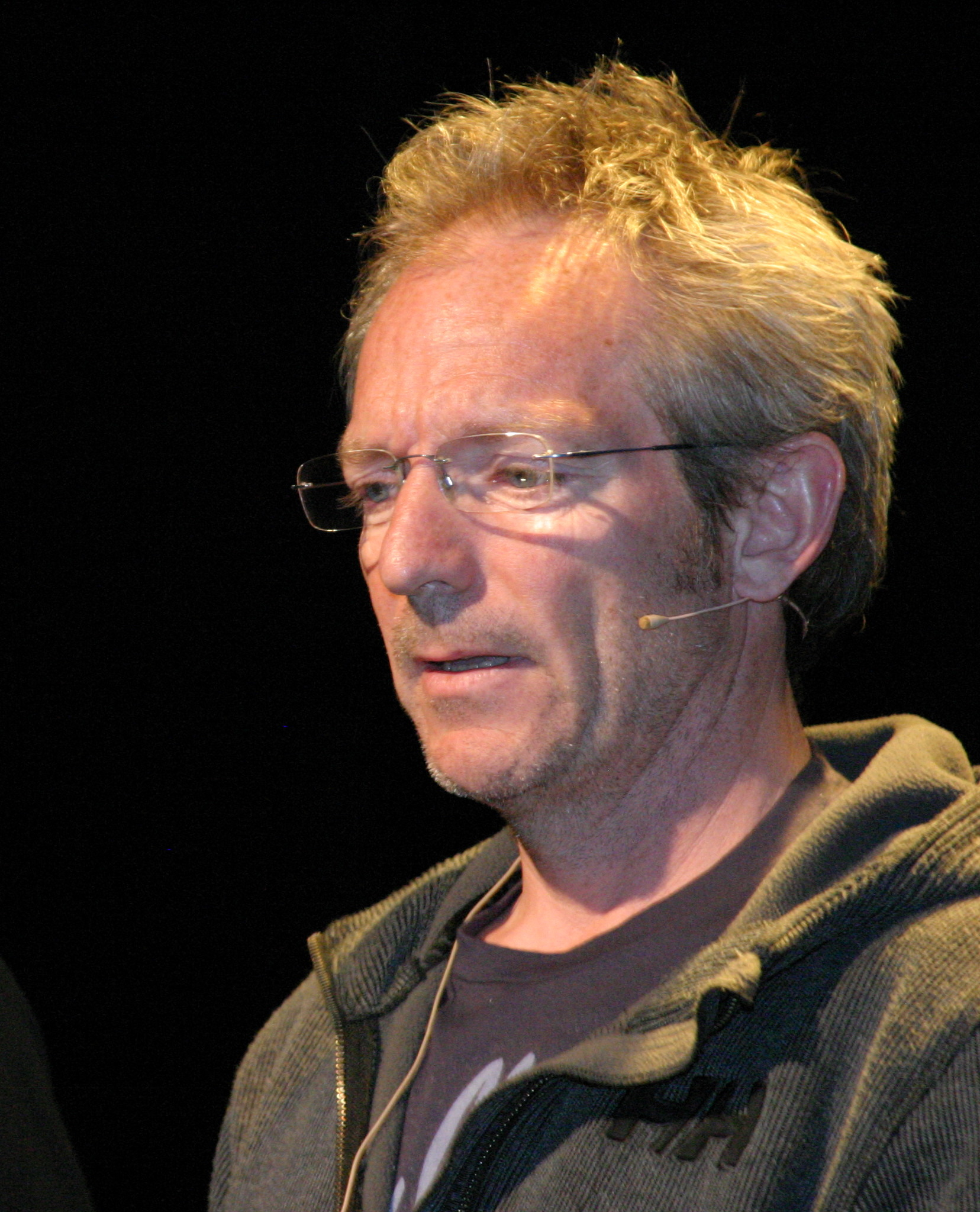
پیتر نائس، ۲۰۰۷

پیتر نائس (زاده ۱۴ مارس ۱۹۶۰ در اسلو، نروژ) بازیگر و کارگردان نروژی است. اولین فیلم او به عنوان کارگردان، کمدی دوشنبه کاملا آبی در سال ۱۹۹۹ بود. نائس بیشتر به خاطر کارگردانی دو فیلم از سه فیلم درباره شخصیت الینگ اینگوار امبیورنسن شناخته می شود.